# Olga Jegorova (friidrottare)
Olga Nikolajevna Jegorova (ryska: Ольга Николаевна Егорова), född 28 mars 1972 i Novotjeboksarsk, Tjuvasjiska ASSR, Ryska SFSR, Sovjetunionen (nu Tjuvasjien i Ryssland), är en rysk friidrottare (medeldistans).
Jegorova vann guld på 5 000 meter vid VM 2001 och blev tvåa vid VM i Helsingfors 2005, vilket är hennes största meriter i mästerskapssammanhang. Hon har tävlat i två olympiska spel där hon som bäst blivit 8:a på 5 000 meter. Jegorova lyckades 2001 bli en av jackpottvinnarna vid IAAFs Golden League.

## Personliga rekord
- 1 500 meter - 3:59,47
- 1 engelsk mil - 4:20,10
- 3 000 meter - 8:23,26
- 5 000 meter - 14:29,32